# 郭仁
郭仁（1510年—？），字靜甫，號剑泉，直隸蘇州府長洲縣（今屬江蘇省蘇州市）人，明朝政治人物。

## 生平
嘉靖十六年（1537年）丁酉科應天府鄉試第一百三十一名舉人。嘉靖二十六年（1547年）中式丁未科會試第三十七名，登第三甲第九十名進士。禮部觀政，初授中书舍人，二十九年九月选授广西道試監察御史，三十年三月實授，四月因弹劾户部尚书孙应奎被调外任，同年，接替姚仲韶任福建永安县知县，在任期间节用爱民，讲学兴教。调蒲城县，升任刑部主事。升兵部员外郎、车驾司郎中，三十五年五月入浙直总督趙文華幕府中随军贊畫军事，十一月以海寇徐海平，升光禄寺少卿，三十六年二月以考察调外任，贬黄州府通判，不久再次被革职，三十九年六月被黜为民。

## 家族
曾祖郭軒；祖父郭疇；父郭胤。母陳氏。慈侍下。弟郭儒。